# Eisaya Hosuwan
Yêu em Eisaya Hosuwan (tiếng Thái: อิษยา ฮอสุวรรณ, phiên âm: Ít-sa-da Ho-su-van, sinh ngày 4 tháng 7 năm 1996) còn có nghệ danh là Oom (อุ้ม), là một nữ diễn viên và người mẫu người Thái Lan trực thuộc Channel 3. Cô được biết đến rộng rãi qua phim điện ảnh Thiên tài bất hảo (2017), ngoài ra, cô còn xuất hiện trong một số phim truyền hình/điện ảnh khác như Trái tim trong sáng (2016), Quảng trường ma (2017), Cô gái hoang dã (2019),... Cô từng hợp tác với nam Rapper người Việt Nam OSAD trong M/V ca nhạc Ngày Chờ Tháng Nhớ Năm Thương (#NCTNNT).

## Sự nghiệp
Eisaya Hosuwan bắt đầu tham gia lĩnh vực nghệ thuật từ năm vừa tròn 17 tuổi và cho đến nay, cô đã sở hữu trên mười vai diễn lớn nhỏ khác nhau trong các bộ phim truyền hình tại xứ sở Chùa Vàng. Mặc dù là gương mặt còn khá mới mẻ của làng giải trí Thái Lan thế nhưng, kể từ sau vai diễn "Grace" trong phim điện ảnh Thiên tài bất hảo năm 2017, tên tuổi của Eisaya Hosuwan đã vượt ra khỏi biên giới quê nhà, nhận được nhiều giải thưởng cũng như rất nhiều sự yêu mến, theo dõi từ đông đảo khán giả trên khắp châu Á.
Năm 2019, cô tiếp tục tham gia phim Cô gái hoang dã - đóng cặp cùng với nam tài tử Warit Sirisantana và trở thành cặp đôi của năm được khán giả yêu thích nhất. Cùng thời gian đó, cô sang Việt Nam, đóng M/V ca nhạc của nam Rapper OSAD mang tên gọi Ngày Chờ Tháng Nhớ Năm Thương (#NCTNNT).

## Các phim đã tham gia

### Phim điện ảnh
| Năm  | Tên gốc                                   | Tên tiếng Việt    | Vai   | Ghi chú   |
| ---- | ----------------------------------------- | ----------------- | ----- | --------- |
| 2017 | Siam Square                               | Quảng trường ma   | May   | Vai chính |
| 2017 | Bad Genius                                | Thiên tài bất hảo | Grace | Vai chính |
| 2017 | Gift (Rain Clouds on the Northern Forest) |                   | Paeng | Vai chính |
| 2021 | Som Pla Noi                               |                   | Som   | Vai chính |

### Phim truyền hình
| Năm  | Tên gốc                        | Tên tiếng Việt               | Vai                | Đóng với                                     | Đài |
| ---- | ------------------------------ | ---------------------------- | ------------------ | -------------------------------------------- | --- |
| 2015 | Tai Ngao Jan                   | Dưới bóng ánh trăng          | Borana             |                                              | CH3 |
| 2015 | Patiharn Ruk Karm Kob Fah      |                              | Tara               |                                              | CH3 |
| 2016 | Duang Jai Pisuth               | Trái tim trong sáng          | Dr. June           | Narawit Chitbanchong                         | CH3 |
| 2017 | Tieng Narng Mai                | Chiếc giường nàng tiên       | Vana               | Thagoon Karnthip                             | CH3 |
| 2019 | Look Poochai Series: Petch     |                              | Sirin / "Rin"      | Rungsi Sarnkingthong                         | CH3 |
| 2019 | Look Poochai Series: Pat       |                              | Sirin / "Rin"      |                                              | CH3 |
| 2019 | Raeng Ngao 2                   | Cái bóng hận thù             | Ruethai            | Phupoom Pongpanu & Janie Tienphosuwan        | CH3 |
| 2019 | Kaew Klang Dong                | Cô gái hoang dã              | Mewadee            | Warit Sirisantana                            | CH3 |
| 2020 | Toong Sanaeha                  | Cánh đồng tình yêu           | Jinda              | Jaron Sorat                                  | CH3 |
| 2020 | Singha Na Ka                   |                              | Cattleya           | Chantana Kritkanjanapan                      | CH3 |
| 2021 | Ruk Nirun Juntra               | Ánh trăng tình yêu vĩnh hằng | Khaohom            | Wiranakarn Wattanakun                        | CH3 |
| 2022 | Aye, Khoi Huk Jao              | Phương thuốc tình yêu        | Chat Tawan         | Khunnarong Pratesrat                         | CH3 |
| 2022 | Poot Mae Nam Khong             | Hồn ma sông Mê Kông          | Buapun             | Warit Sirisantana                            | CH3 |
| 2023 | Keb Pandin                     | Gìn giữ mảnh đất             | Punpasa            | Panuwat Premmaneenan & Nawasch Phupantachsee | CH3 |
| 2023 | Trái tim Taewaprom - Jaiphisut | TBA                          | "Nuphuk" Jaiphisut | Henry Myron                                  | CH3 |

## Âm nhạc

### Xuất hiện trong MV
- Love Is Now รักอยู่ตรงหน้า - THE TOYS
- "เสือหมอบ" - Singto Numchoke
- "มองฉันที" (Maung Chun Tee) - Image Suthita
- "เซตแล้วตบ" (Set Laeo Dtop) - Yaya Urassaya, Kimberly, Margie Rasri, Bella Ranee, Mew Nittha, Preem Ranida Techasit
- Ngày Chờ Tháng Nhớ Năm Thương (#NCTNNT) - OSAD